# Museu Nacional de Ciências Emergentes e Inovação
O Museu Nacional de Ciências Emergentes e Inovação (日本科学未来館, Nippon Kagaku Mirai-kan), também conhecido como Miraikan (未来館, literalmente "Museu do Futuro"), é um museu criado pela Agência Japonesa de Ciência e Tecnologia. Fundado em 2001, está situado em Odaiba, Tóquio.